# Bóng đá tại Thế vận hội Mùa hè 1908

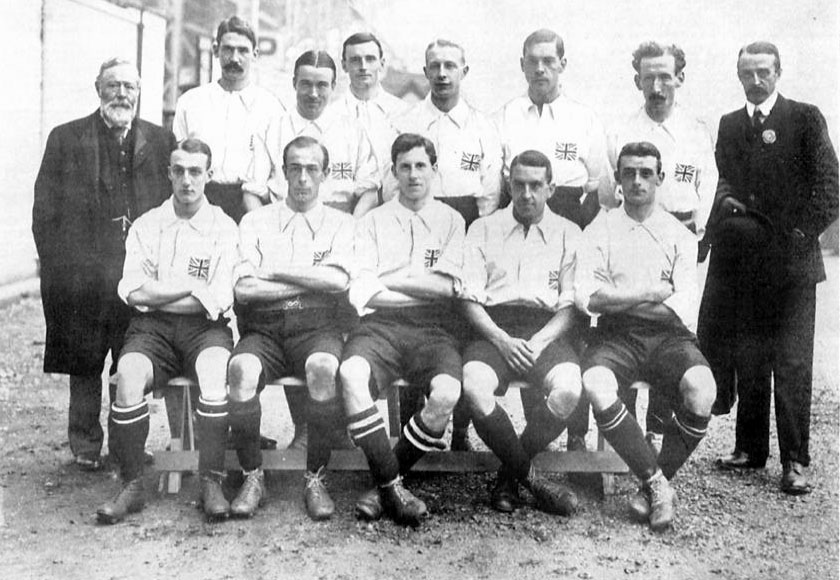
Anh Quốc giành huy chương vàng sau khi vượt qua Đan Mạch trong trận chung kết.

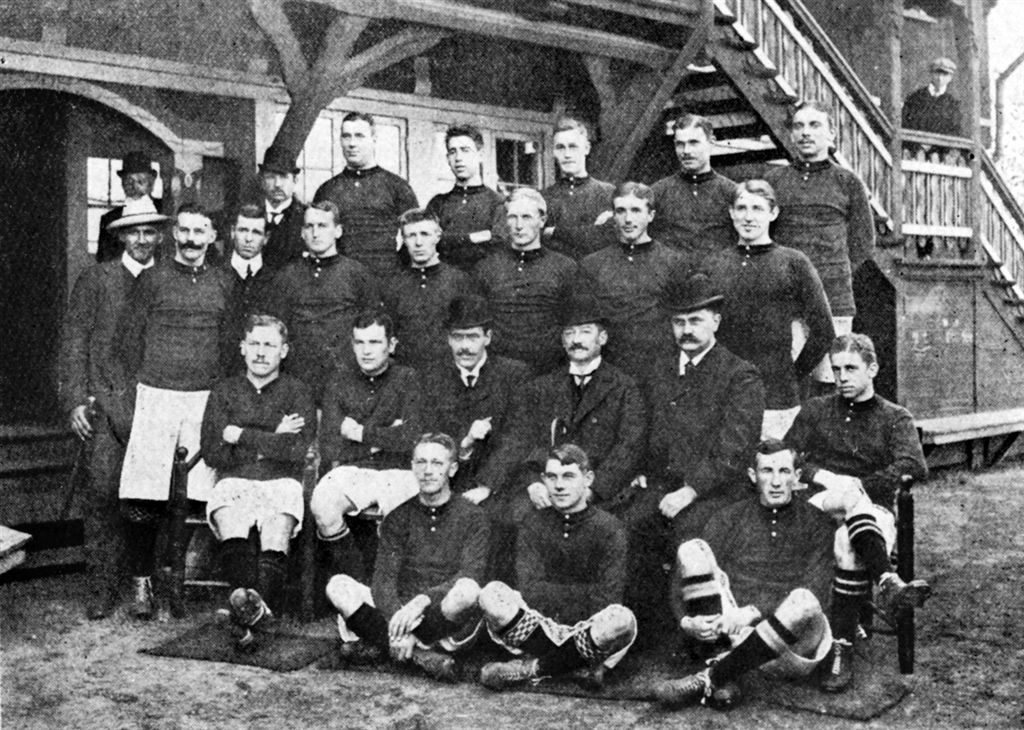
Đan Mạch giành huy chương bạc.

Tại Thế vận hội Mùa hè 1908 ở Luân Đôn, Anh Quốc, giải đấu bóng đá giữa các đội tuyển quốc gia lần đầu tiên được diễn ra. Tám đội tuyển tham dự (trong đó có hai đội của Pháp), tuy nhiên Hungary và Bohemia bỏ cuộc ngay trước thềm giải đấu. Sophus Nielsen của Đan Mạch lập kỷ lục ghi 10 bàn ở một trận đấu trong chiến thắng 17-1 trước Pháp. Anh Quốc là đội giành huy chương vàng. Trong số các cầu thủ Đan Mạch có nhà toán học Harald Bohr.

## Bảng huy chương
| Xếp hạng | Quốc gia        | Vàng | Bạc | Đồng |
| 1        | Anh Quốc (GBR)  | 1    | 0   | 0    |
| 2        | Đan Mạch (DEN)  | 0    | 1   | 0    |
| 3        | Hà Lan (NED)    | 0    | 0   | 1    |
|          |                 |      |     |      |
| —        | Pháp (FRA)      | 0    | 0   | 0    |
| —        | Thụy Điển (SWE) | 0    | 0   | 0    |

## Kết quả

### Tứ kết
| Hà Lan | w/o | Hungary |
| ------ | --- | ------- |
|        |     |         |

| Đan Mạch                                                                              | 9–0      | Pháp B |
| ------------------------------------------------------------------------------------- | -------- | ------ |
| N. Middelboe 10', 49' · Wolfhagen 15', 17', 67', 72' · Bohr 25', 47' · S. Nielsen 78' | Chi tiết |        |

| Pháp | w/o | Bohemia |
| ---- | --- | ------- |
|      |     |         |

| Anh Quốc | 12–1     | Thụy Điển     |
| --- | -------- | ------------- |
| Stapley 15', ??' · Woodward ??', ??' · Berry ??' · Chapman ??' · Purnell ??', ??', ??', ??' · Hawkes ??', ??' | Chi tiết | Bergström 65' |

### Bán kết
| Anh Quốc                   | 4–0      | Hà Lan |
| -------------------------- | -------- | ------ |
| Stapley 37', 60', 64', 75' | Chi tiết |        |

| Đan Mạch | 17–1     | Pháp          |
| --- | -------- | ------------- |
| S. Nielsen 3', 4', 6', 39', 46', 48', 52', 64', 66', 76' · Lindgren 18', 37' · Wolfhagen 60', 72', 82', 89' · N. Middelboe 68' | Chi tiết | Sartorius 16' |

### Trận tranh huy chương đồng
Người Pháp do quá bất ngờ với trận thua 17-1 trước Đan Mạch nên từ chối thi đấu trận tranh huy chương đồng; do đó Hà Lan đấu với Thụy Điển cho vị trí thứ ba.
| Hà Lan                    | 2–0      | Thụy Điển |
| ------------------------- | -------- | --------- |
| Reeman 6' · Snethlage 58' | Chi tiết |           |

### Trận tranh huy chương vàng
| Anh Quốc                   | 2–0      | Đan Mạch |
| -------------------------- | -------- | -------- |
| Chapman 20' · Woodward 46' | Chi tiết |          |

## Thống kê

### Người ghi bàn
11 bàn
- Sophus Nielsen

8 bàn
- Vilhelm Wolfhagen

6 bàn
- Harold Stapley

4 bàn
- Clyde Purnell

3 bàn
- Nils Middelboe
- Vivian Woodward

2 bàn
- Harald Bohr
- August Lindgren
- Frederick Chapman
- Robert Hawkes

1 bàn
- Émile Sartorius
- Arthur Berry
- Jops Reeman
- Edu Snethlage
- Gustaf Bergström

### Thủ môn
| Hạng | Tên                  | Đoàn      | Bàn thua | Số trận | Trung bình/trận |
| ---- | -------------------- | --------- | -------- | ------- | --------------- |
| 1    | Horace Bailey        | Anh Quốc  | 1        | 3       | 0.33            |
| 2    | Ludvig Drescher      | Đan Mạch  | 3        | 3       | 1.00            |
| 3    | Reinier Beeuwkes     | Hà Lan    | 4        | 2       | 2.00            |
| 4    | Oskar Bengtsson      | Thụy Điển | 14       | 2       | 7.00            |
| 5    | Fernand Desrousseaux | Pháp      | 9        | 1       | 9.00            |
| 6    | Maurice Tillette     | Pháp      | 17       | 1       | 17.00           |